# 1993年世界貿易中心爆炸案
1993年世界貿易中心爆炸案發生於1993年2月26日，一輛汽車停在美國紐約世界貿易中心北塔地下停車場，放置了重1,500磅（680公斤）尿素硝酸鹽氫炸藥並發生猛烈爆炸，造成6人死亡，1,042人受傷。
這次襲擊是由拉米茲·尤塞夫、马哈茂德·阿布哈利马（Mahmud Abouhalima）、默罕默德·沙拉门（Mohammad Salameh）、尼达尔·阿雅德（Nidal Ayyad）、阿卜杜勒·拉赫曼（Abdul Rahman）及艾哈迈德·阿贾杰（Ahmad Ajaj）策劃的，他們獲得哈立德·谢赫·默罕默德·阿里·法登（Khaled Shaikh Mohammed Ali Fadden，尤塞夫的舅父）的資助。
1994年3月，阿布哈利马、阿贾杰、阿雅德及沙拉门被控策動襲擊、以爆炸方式破壞他人財物和協助運送爆炸物品等罪名。1997年11月，尤塞夫和伊雅德·艾莫尔（Eyad Ismoil）被控告駕駛貨車運送炸彈罪。

## 策劃及組織
本案的策劃人尤塞夫，出生於科威特，曾於1991年在阿富汗的阿爾蓋達組織訓練營中受訓。其舅父哈立德·谢赫·默罕默德·阿里·法登（Khalid Shaikh Mohammed Ali Fadden，策劃8年後九一一事件的兇手）曾給予他一些忠告，並給予他一部價值660美元的無線電通話機。
1992年9月1日，尤塞夫與來自巴基斯坦的阿贾杰（Ahmed Ajaj）一同抵達美國，但二人在飛機上是分開乘坐的，喬裝各自入境。阿贾杰嘗試用瑞典護照入境，以避過甘迺迪國際機場人員的怀疑。當機場人員向阿贾杰進行中级檢查時，發現他的行李內藏有製造炸彈的指南手册和其他材料，於是便将其拘捕。同时手册中还出現了默罕默德·贾马尔·哈里发（Mohammed Jamal Khalifa）的別名阿布·巴拉（Abu Barra）。而尤塞夫則嘗試以假的伊拉克護照入境，並報稱是尋求政治庇護，結果獲批准入境并获得了听证会的日期。
尤塞夫進入美國後，在新澤西州澤西城的尼科尔皮克特大街（Nicole Pickett Avenue）居住，常在紐約和新澤西州內旅遊，並以手提電話致電給阿卜杜勒·拉赫曼（Sheik Omar Abdel Rahman，一名穆斯林神職人員）。在經阿卜杜勒·拉赫曼（Abdel Rahman）介紹其副助手後，尤塞夫開始組裝該由尿素硝酸鹽氫組成的重1500磅的炸彈，並於稍後送往世貿中心。該些尿素硝酸鹽氫是在尤塞夫車禍留院期間訂購的。
El·赛义德·诺沙，在1991年因謀殺梅爾·卡漢拉比而被拘捕。根據主控官所述，“紅人”马哈茂德·阿布哈利马（爆炸案中嫌疑犯）曾叫瓦迪·哈吉購買.38口徑手鎗。 

### 尤塞夫对袭击事件的看法
根据记者史蒂夫·Coll的记载，尤塞夫在袭击之前曾向多家纽约的报社寄了信件，在信中，他声明自己属于“以色列军队第五营”。这些信件提出了3个要求：断绝所有美国对以色列的援助，断绝美国与以色列的外交关系以及保证停止对“任何一个中东国家内政”的干涉。他还说如果他的要求没有得到满足的话，那么他对世贸中心的袭击将會只是一系列袭击的开始。在他的信件中，尤塞夫說世界贸易中心爆炸事件不僅是一场恐怖袭击，更是一场「合理的」恐怖袭击，因为“美国必须面对一个与（美国支持的）以色列的恐怖主义行径相类似的一场袭击。”

## 袭击

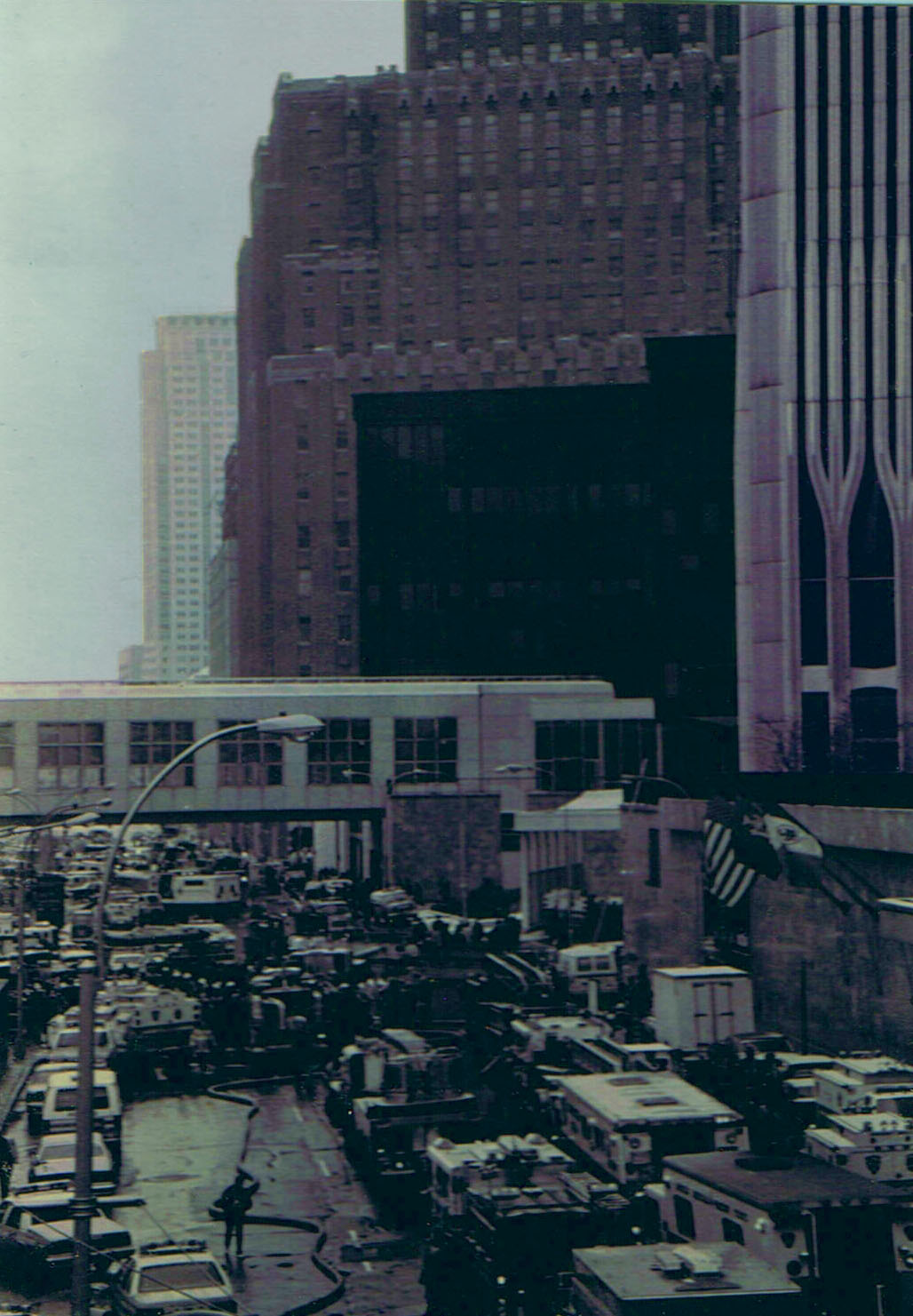
1993年世界貿易中心爆炸后营救车辆队伍的图片，世贸中心在此图的最右边。

尤塞夫和其约旦朋友伊雅德·艾莫尔（Eyad Ismoil）驾驶一辆黄色的莱德货车駛進曼哈顿下城區，并在中午将其停泊在世贸中心的一个公共室内停车场。尤塞夫点燃了长6米的导火线後离開现场。12分钟之后，即当地时间中午12点17分37秒，炸弹在地下车库爆炸，产生了约150,000帕斯卡的压强。这枚炸弹在地上炸出了一个30米的洞，貫穿了4层混凝土。它的爆炸速度约为每秒4.5千米。  
爆炸很快切断了世贸中心的主供电电缆，启动了应急照明系统。爆炸引起的烟通过没有受压的楼梯井向上蔓延，一直蔓延到两座塔楼的第93层。爆炸發生後，由於梯間濃煙密佈令大廈租戶難以逃生，釀成多人吸入浓煙而不適。此外，由於電力中斷，引致數以百計的人被困升降機，包括17名剛在世貿中心南座觀景台參觀完畢，正欲離開的幼稚園學生，他們被困於35和36樓之間達5小時。
爆炸除了令世貿中心電力中斷外，也令紐約市大部分電台和電視台訊號站的廣播訊號中斷近一個星期之久。該段期間，眾多電視台中只有通過電線和微波衛星傳送訊號的有线电视、康卡斯特及时代华纳电视播放節目。曼哈頓下城區大部分地方的電話服務也受到干擾。
爆炸共釀成6人死亡，1,042人受傷，大部分為在爆炸時受傷的。雖然大樓在爆炸中並沒有倒塌，但地庫停車場卻被嚴重炸毀。一輛停泊在接近世貿中心的小型客貨車在事發後黏滿混凝土跡。策劃者尤塞夫則在爆炸發生後數小時逃往巴基斯坦。
據消息指，尤塞夫在2月26日早上已離開澤西城，因此調查人員正調查尤塞夫等到中午時分，停車場使用量較低時才發動襲擊的原因。助手马哈茂德·阿布哈利马稍後發言指出，襲擊原本是在當日早上進行的，目標是聯合國總部。英國作家西蒙·理夫分析指，计劃出了差錯而導致尤塞夫轉移了襲擊目標。

### 爆炸特徵
尤塞夫透過一名叫阿卜杜勒·拉赫曼的伊拉克炸彈製造人士協助下，組裝重1,310磅（約595公斤），由尿素硝酸鹽、鋁、鎂及氧化鐵組成的炸彈。3缸樽裝氫氣放在炸彈發動裝置的四周，以產生火球。同類型的壓縮氣體樽在10年前（1983年）貝魯特炸彈襲擊中也有用上，兩次襲擊也是以壓縮空氣樽製造氧氣提供燃燒動力，從而令炸彈威力更強勁。根據炸彈試驗的證據指出，在此爆炸案前，只有一個炸彈是用尿素硝酸鹽製成的。
爆炸所使用的莱德货车的容积为8.3立方米，大概能装下重一吨（907公斤）的炸药。然而，货车的可用空间并没有被装满。尤塞夫使用了4条20英尺（6米）长的导火线，它们都由医用软管覆盖。拉赫曼计算出导火线将在他用香烟将其点燃12分钟之后引爆炸药。
尤塞夫希望爆炸产生的烟能一直留在双塔内，这样就能通过让塔楼内的人窒息，慢慢地杀死他们来吸引公众的注意力。他预计塔楼一会在爆炸之后压毁塔楼二。
直到现在，仍有流行的观点认为炸弹中含有氰化物，这个观点的真实性在达菲法官的审判陈述中得到了加强：“你们周围充满了氰化钠，我敢肯定它存在于炸弹中”。然而，炸弹的真实成分已经不能从犯罪现场查明了，一位负责这个案件的FBI高级官员罗伯特·布利策（Robert Blitzer）说明“在被炸的废墟没有找到合法的证据证明炸弹中存在氰化钠。”此外，彼得·兰斯在自己的书《1000年的复仇》（1000 Years For Revenge）中说到，尤塞夫曾考虑在炸弹中添加氰化物，并为没有这样做而感到后悔。

## 調查
由于公众尚未得悉爆炸的原因，一些人怀疑发生了变压器爆炸，ATF、FBI和NYPD的特工和炸弹专家很快就对爆炸事件作出回应。这场爆炸事件引起的震级远超出变压器爆炸所能引发的震级。
在事發後數天，調查人員評估損毀情況及搜集線索。當清洗地下停車場的瓦礫堆時，一名炸彈技工發現该運送彈炸的貨車車廂內部分部件已破碎，但在其中一塊來自車軸的部件發現了該車的車輛識別號碼（Vehicle identification number，VIN），這為調查人員提供了一個有力物证。於是調查人員前往澤西城一家汽車出租公司調查，確定了該車为默罕默德·沙拉门所租用。沙拉门曾报告车辆也许已被偷，当他于1993年3月4日返店欲取回按金时，当局当场将其拘捕。
由於沙拉门被拘捕，警方随后獲授權進入阿卜杜勒·拉赫曼在澤西城的寓所进行搜查，拉赫曼就地被捕，被帶返位於紐華克的FBI總部扣查，但稍後獲釋。翌日，他經約旦安曼飛返伊拉克，並於稍後被控恐怖襲擊罪。2001年被FBI列为頭號通緝恐怖分子，通緝令至今仍然有效，但在2003年美伊戰爭展開前，他突然人間蒸發。1994年3月，沙拉门、尼达尔·阿雅德、马哈茂德·阿布哈利马及艾哈迈德·阿贾杰被控襲擊世貿中心，於1994年5月被判終身監禁。
沙拉门及拉赫曼被拘捕後，警方到尤塞夫的寓所調查，搜出了製造炸彈的物料及默罕默德·贾马尔·哈里发的名片。哈里发在1994年12月14日被拘捕，並於1995年5月5日由INS引渡往約旦受審，但在約旦法院獲判無罪釋放，之後一直在沙特阿拉伯生活，于2007年逝世。

## 事後

### 紀念
由埃琳·齐默曼（Elyn Zimmerman）設計，以花崗岩製造的紀念碑，於1995年豎立於奧斯汀·J·托賓廣場（Austin J. Tobin Plaza）上，以悼念6名死難者。紀念碑上刻有他們的名字和死因，字樣如下：
"On February 26, 1993, a bomb set by terrorists exploded below this site. This horrible act of violence killed innocent people, injured thousands, and made victims of us all."
（譯：1993年2月26日，一枚由恐怖分子放置的炸彈在此地下方爆炸。此襲擊使上述人士死亡，逾千人受傷，我們全體成為受害者。）
該紀念碑在8年後的九一一襲擊中被摧毀，而其中一塊刻有1993年襲擊的死難者之一–John DiGiovanni名字的碎片，則用於紀念兩次襲擊中死難者紀念碑的最中央部件。九一一國家紀念博物館落成後，6位1993年罹難者的姓名刻在北池的N-73號銘牌。

### 司法部聯邦調查局（FBI）介入
在审判的过程中，有一些迹象显示联邦调查局有一位线人，他是前埃及軍隊指揮官义迈德·萨利姆（Emad Salem），萨利姆早在1992年2月6日就已向聯邦調查局告知世貿中心會有炸彈襲擊。线人萨利姆让聯邦調查局迅速的发现了数百名可能的嫌疑犯。
萨利姆原先相信這是一個突击圈套，並聲明聯邦調查局原本計劃是想他向恐怖分子提供无害的粉末而不是真正的炸药来让他们制作炸弹，但聯邦調查局最終把他调往其他的岗位。萨利姆暗中将其與聯邦調查局承案人之間的數百通電話對話錄了下来。

### 國務院外交安全勤務處（DSS）介入
尽管聯邦調查局受到了普遍的赞誉，美國國務院外交安全局下屬的外交安全勤務處（DSS）探員事实上找到并拘捕了1993年世界貿易中心爆炸事件的主要策划者拉姆齐·艾哈迈德·尤塞夫。特工比尔·米勒（Bill Miller）和杰夫·茵莱（Jeff Riner）向尤塞夫的同伙给于了小费以换取尤塞夫的位置信息。通过与巴基斯坦三軍情報局（ISI）的协作，美國外安處和巴國軍情局拘捕了尤塞夫。

### 伊拉克参与爆炸事件與否之辯解
在2001年10月一次與PBS訪問中，前中情局局長羅伯特·詹姆斯·伍爾西聲言，尤塞夫是替伊拉克的情報機關工作。他建議負責調查的總陪審團隊指證伊拉克，但由Neil Herman率領的聯邦調查局調查小隊卻指出，儘管尤塞夫身處巴格達，但沒有證據證明伊拉克人有份支援襲擊。CNN恐怖主義分析專員彼得·L·伯爾根（Peter L. Bergen）寫道：「从长远来看，这与伊拉克政府沒有关系。」及「總括而言，在1990年代中期，聯邦調查局駐紐約『聯合打擊恐怖主義部隊』、國安會、州政府均找不出任何有關伊拉克牽涉了这次襲擊的證據。」
由美國企業學院的劳里·麦尔罗伊（Laurie Mylroie）提出的「伊拉克直接協助策動襲擊」這點，被其他專家否定了。彼得·伯爾根更因麦尔罗伊稱「薩達姆不但並非93年世貿中心爆炸案唯一幕後黑手，更是俄克拉何馬城爆炸案、美國駐肯尼亞與坦桑尼亞大使館爆炸案、甚至是九一一事件的黑手」而将其稱為「瘋子」。中央情報局高級研究員丹尼爾·本雅明（Daniel Benjamin）寫道：「CIA和FBI最高知識水平的分析員及調查員，均反駁麦尔罗伊的聲明。尼克遜中心的羅拔·列根博士（Dr. Robert Leiken）對於Mylroie缺乏證據的工作有以下評語：「雖然她發現了薩達姆有份策劃針對美國的主要襲擊，如波斯灣戰爭、美國駐肯尼亞及坦桑尼亞大使館爆炸案、俄克拉荷马城聯邦政府大樓爆炸案等，但這些辯解均被FBI、美國國家運輸安全委員會（NTSB）和其他調查單位駁斥。」
2008年3月，國防部公開了約600,000份在2003年伊拉克戰爭中捕獲的文件。其中一份名為《薩達姆統治下的伊拉克與基地組織沒有直接連繫（found no 'smoking gun' between Saddam's Iraq and al Qaeda）》，當中包含一段聲音檔案，話音內容大約是指，薩達姆推測本爆炸案可能是由以色列或者美國的情報員，又或者是沙特阿拉伯或埃及派系的人發動。薩達姆說，他不相信炸彈襲擊者之一拉赫曼，因為他的表證過於「有組織」。該份文件又發現拉赫曼在伊拉克只是一個囚犯，並非賓客。但Mylroie否決了這點，她認為是為薩達姆製造沒有牽涉于襲擊內的有力證據，並聲明：「一個類似會面的普遍用途，是要隱瞞伊拉克策動襲擊的真相。」

## 法律責任
爆炸事件的受害者将紐約與新澤西港務局告上法院，要求其賠償损失。案件於2006年審結，裁定港務局須負上爆炸案中68%的責任，而恐怖分子只須承担余下的32%。2008年1月，港務局不滿裁決，提出上訴，並要求位于曼哈顿的紐約州最高法院上訴部，成立一個由5位法官組成的上訴團重新審理案件，并形容陪审团的出来的结论是“荒谬的”。同年4月29日，紐約州其中一個上訴法院一致贊成陪審團的判決。根据纽约州的法律，一旦被告被判須承擔50%以上的過失，他／她／它有可能需要負上全部的經濟賠償責任。
此亦令本案的責任問題分布上起了爭拗。傳統上，法院不會就故意犯錯和無心之失的犯錯作出比較。當港務局把防範恐怖襲擊列為首要職責後，也沒有削減其責任。根據定義，責任大小的分布提議出一條規則，防止陪審團作出無邏輯性的比較，如本案。無論如何，假如司法管轄範圍容許對故意犯錯或無心之失犯罪作出比較，法院便會贊成陪審團的決定。